# Voyelle nasale
Les voyelles nasales sont des voyelles dont la production est accompagnée du passage de l'air dans les fosses nasales grâce à l'abaissement du voile du palais (velum). Le flux d'air continue en même temps de passer par la bouche. Par opposition, une voyelle lors de la production de laquelle l'air passe uniquement par la bouche est dite orale. Le processus permettant de passer d'une voyelle orale (normale) à une voyelle nasale est la nasalisation.
Dans le contraste entre ces deux types de voyelle, les nasales représentent l'élément marqué, tandis que les orales peuvent être considérées comme la réalisation par défaut. De nombreuses langues comportent des voyelles orales, mais l'usage phonologiquement distinctif de voyelles nasales n'est le fait que d'une minorité d'entre elles. Même dans ces langues, les voyelles nasales sont souvent moins nombreuses que les orales, ou tout au plus de nombre égal : il est exceptionnel que le nombre de voyelles nasales dépasse celui des voyelles orales.
Les voyelles nasales sont notamment phonologiques en français, en portugais, en polonais, en breton et en hindi. On les rencontre aussi dans la plupart des langues kanak, ainsi que dans de nombreuses langues en Afrique ou des Amériques.

## Notation des voyelles nasales
Il existe plusieurs manières d'indiquer à l'écrit ce type de voyelles (liste non exhaustive et ne prenant pas en compte nombre de cas particuliers) :
- Orthographe française : une voyelle suivie d'une consonne nasale (m ou n) : an /ɑ̃/, en /ɑ̃/, in /ɛ̃/, on /ɔ̃/, un /œ̃/. Par exemple pompon /pɔ̃pɔ̃/.
- Orthographe portugaise : une voyelle suivie d'une consonne nasale ou surmontée d'un tilde : ã, õ (ces dernières dans les digrammes ão, ãe, ãi et õe) ; c'est cette manière que l'alphabet phonétique international utilise.
- Orthographe polonaise : un ogonek souscrit à la voyelle : ą /ɔ̃/, ę /ɛ̃/;
- Orthographe bretonne : une voyelle suivie d'un n ou d'un ñ (n tildé) : an, añ, en, eñ, in, iñ, on, oñ, un, uñ. La voyelle est nasalisée dans tous les cas. Le n est prononcé tandis que le ñ est muet. On distingue ainsi gouelañ [gwelɑ̃] (« pleurer ») de gouelan [gwelɑ̃n] (« goëland »).
- Orthographe hindie : la nasalisation est exprimée par le candrabindu, अँ /ɑ̃/, आँ /ɑ̃:/, इँ /ĩ/, ईँ /ĩ:/, उँ /ũ/, ऊँ /ũ:/, एँ /ẽ/, ऐँ /ɛ̃/, ओँ /õ/, औँ /ɔ̃/, मैं /mæ̃/.

## Première description des voyelles nasales du français
Le concept de voyelles nasales en français fut défini pour la première fois en, 1694, par Louis de Courcillon de Dangeau, dans ses Essais de grammaire. La notion en fut reprise et précisée en 1767 par Nicolas Beauzée, le premier à définir la nasalité par rapport à l’oralité, qui écrivit, dans sa Grammaire générale, que les articulations nasales sont celles « qui font refluer par le nez une partie de l’air sonore dans l’instant de l’interception, de manière qu’au moment de l’explosion il n’en reste qu’une partie pour produire la voix articulée ». Les articulations orales sont celles « qui ne contraignent point l’air sonore de passer par le nez dans l’instant de l’interception, de manière qu’au moment de l’explosion tout sort par l’ouverture ordinaire de la bouche:33 ».

## Langues employant des voyelles nasales (non exhaustive)
Ce phénomène se retrouve dans diverses familles ou groupes linguistiques sans lien généalogique entre eux :
- Langues indo-européennes
  - Langues romanes
    - Français
    - Arpitan
    - Gallo-italique de Sicile
    - Mirandais
    - Portugais

  - Langues germaniques
    - Bavarois
    - Bas saxon des Pays-Bas
    - Dalécarlien
    - Frison occidental

  - Langues slaves
    - Cachoube
    - Polonais

  - Langues indo-aryennes
    - Bengali
    - Gujarati
    - Hindi
    - Népalais
    - Punjabi
    - Ourdou

  - Langues celtiques
    - Breton
    - Irlandais

  - Langue albanaise
    - Guègue
- Langues amérindiennes (polyphylétiques)
  - Cherokee
  - Choctaw
  - Dhegiha
  - Guaraní
  - Huaorani
  - Lakota
  - Mohawk
  - Navajo
  - Nheengatu
- Langues sino-tibétaines, hmong-mien, austro-asiatiques, dravidiennes
  - Hmong daw
  - Mandarin (voir Erhua)
  - Min Nan
  - Tibétain
  - Vietnamien
  - Wu
  - Xiang
  - Tamil (Inde)
  - Telugu (Inde)
- Autres
  - Créole haïtien
  - Cèmuhî (Nouvelle-Calédonie)
  - Paicî (Nouvelle-Calédonie)
  - Yele (Papouasie)
  - Gbe (Afrique de l'Ouest)
  - Yoruba (Afrique de l'Ouest)